# Segunda fase da Copa Sul-Americana de 2018
A segunda fase da Copa Sul-Americana de 2018 foi disputada entre 17 de julho a 16 de agosto. Participaram as 22 equipes classificadas da fase anterior mais as dez equipes transferidas da Copa Libertadores, com os vencedores de cada chave classificando-se para as oitavas de final.
As equipes se enfrentaram em jogos eliminatórios de ida e volta, classificando-se a que somasse o maior número de pontos. Em caso de igualdade em pontos, a regra do gol marcado como visitante seria utilizada para o desempate. Persistindo o empate, a vaga seria definida em disputa por pênaltis.

## Sorteio
Os cruzamentos entre as equipes para essa fase foi realizado através de sorteio no Centro de Convenções da CONMEBOL em Luque, no Paraguai, em 4 de junho.
No Pote 1 estavam as dez equipes eliminadas da Copa Libertadores (as oito que finalizaram em terceiro lugar na fase de grupos e as duas melhores eliminadas da terceira fase) mais os seis melhores da fase anterior da Copa Sul-Americana. No Pote 2 estavam as restantes 16 equipes classificadas da primeira fase.
| Pote 1 | Pote 2 |
| --- | --- |
| Banfield Bolívar Botafogo Cerro Colón Defensor Sporting Deportes Temuco El Nacional Jorge Wilstermann Junior de Barranquilla Millonarios Nacional Peñarol Santa Fe Sport Huancayo Vasco da Gama | Atlético Paranaense Bahia Boston River Caracas Defensa y Justicia Deportivo Cali Deportivo Cuenca Fluminense General Díaz Lanús LDU Quito Nacional Rampla Juniors San Lorenzo São Paulo Sol de América |

## Resultados
| Chave | Equipe 1            | Total       | Equipe 2               | Ida    | Volta |
| ----- | ------------------- | ----------- | ---------------------- | ------ | ----- |
| O1    | General Díaz        | 1–5         | Millonarios            | 1–1    | 0–4   |
| O2    | Nacional            | 2–3         | Botafogo               | 2–1    | 0–2   |
| O3    | Sol de América      | 0–1         | Nacional               | 0–0    | 0–1   |
| O4    | São Paulo           | 1–1 (3–5 p) | Colón                  | 0–1    | 1–0   |
| O5    | Boston River        | 1–2         | Banfield               | 1–0    | 0–2   |
| O6    | Fluminense          | 3–0         | Defensor Sporting      | 2–0    | 1–0   |
| O7    | Atlético Paranaense | 6–1         | Peñarol                | 2–0    | 4–1   |
| O8    | Deportivo Cali      | 6–1         | Bolívar                | 4–0    | 2–1   |
| O9    | LDU Quito           | 3–2         | Vasco da Gama          | 3–1    | 0–1   |
| O10   | Caracas             | 6–3         | Sport Huancayo         | 2–0    | 4–3   |
| O11   | Deportivo Cuenca    | 4–4 (6–5 p) | Jorge Wilstermann      | 2–2    | 2–2   |
| O12   | Defensa y Justicia  | 2–1         | El Nacional            | 2–0    | 0–1   |
| O13   | Lanús               | 1–1 (2–3 p) | Junior de Barranquilla | 1–0    | 0–1   |
| O14   | San Lorenzo         | 3–1         | Deportes Temuco        | 3–0[a] | 0–1   |
| O15   | Bahia               | 3–1         | Cerro                  | 2–0    | 1–1   |
| O16   | Rampla Juniors      | 0–2         | Santa Fe               | 0–0    | 0–2   |

Todas as partidas estão no horário local.

### Chave O1
| 26 de julho   | General Díaz | 1 – 1     | Millonarios         | Estádio Defensores del Chaco, Assunção                     |
| 20:45 (UTC−4) | Giménez 80'  | Relatório | Del Valle 52' (pen) | Público: 1 000[carece de fontes?] Árbitro: BOL Gery Vargas |

| 15 de agosto  | Millonarios                                         | 4 – 0     | General Díaz | Estádio El Campín, Bogotá                                      |
| 19:45 (UTC−5) | Hauche 30' · Ovelar 37' · Del Valle 78' · Silva 85' | Relatório |              | Público: 13 846[carece de fontes?] Árbitro: CHI Julio Bascuñán |

Millonarios venceu por 5–1 no placar agregado.

### Chave O2
| 1 de agosto   | Nacional                  | 2 – 1     | Botafogo          | Estádio Defensores del Chaco, Assunção                       |
| 18:30 (UTC−4) | Santacruz 9' · Vieyra 51' | Relatório | Luiz Fernando 30' | Público: 2 000[carece de fontes?] Árbitro: CHI Roberto Tobar |

| 16 de agosto  | Botafogo                           | 2 – 0     | Nacional | Estádio Nilton Santos, Rio de Janeiro         |
| 19:30 (UTC−3) | Rodrigo Lindoso 37' · Valencia 88' | Relatório |          | Público: 35 788 Árbitro: ARG Patricio Loustau |

Botafogo venceu por 3–2 no placar agregado.

### Chave O3
| 18 de julho   | Sol de América | 0 – 0     | Nacional | Estádio Defensores del Chaco, Assunção                          |
| 20:45 (UTC−4) |                | Relatório |          | Público: 2 000[carece de fontes?] Árbitro: BRA Anderson Daronco |

| 14 de agosto  | Nacional   | 1 – 0     | Sol de América | Estádio Gran Parque Central, Montevidéu                        |
| 21:45 (UTC−3) | Zunino 19' | Relatório |                | Público: 15 000[carece de fontes?] Árbitro: ECU Roddy Zambrano |

### Chave O4
| 2 de agosto   | São Paulo | 0 – 1     | Colón        | Estádio do Morumbi, São Paulo                |
| 19:30 (UTC−3) |           | Relatório | Fritzler 79' | Público: 35 666 Árbitro: URU Leodán González |

| 16 de agosto  | Colón | 0 – 1     | São Paulo   | Estádio Cementerio de Elefantes, Santa Fe                           |
| 21:45 (UTC−3) |       | Relatório | Liziero 71' | Público: 30 000[carece de fontes?] Árbitro: PAR Mario Díaz de Vivar |

|                                         |       | Penalidades                      |  |
| Ruiz Estigarribia Correa Fritzler Ortiz | 5 – 3 | Nenê Reinaldo Hudson Bruno Alves |  |

1–1 no placar agregado, Colón venceu por 5–3 na disputa de pênaltis.

### Chave O5
| 25 de julho   | Boston River | 1 – 0     | Banfield | Estádio Centenario, Montevidéu                              |
| 21:45 (UTC−3) | Ergas 61'    | Relatório |          | Público: 1 000[carece de fontes?] Árbitro: COL Andrés Rojas |

| 1 de agosto   | Banfield               | 2 – 0     | Boston River | Estádio Florencio Sola, Banfield                               |
| 21:45 (UTC−3) | Bertolo 50', 66' (pen) | Relatório |              | Público: 8 000[carece de fontes?] Árbitro: PER Víctor Carrillo |

Banfield venceu por 2–1 no placar agregado.

### Chave O6
| 2 de agosto   | Fluminense                | 2 – 0     | Defensor Sporting | Estádio do Maracanã, Rio de Janeiro         |
| 21:45 (UTC−3) | Digão 86' · Sornoza 90+2' | Relatório |                   | Público: 14 895 Árbitro: ARG Germán Delfino |

| 16 de agosto  | Defensor Sporting | 0 – 1     | Fluminense | Estádio Luis Franzini, Montevidéu                            |
| 21:45 (UTC−3) |                   | Relatório | Pedro 77'  | Público: 4 000[carece de fontes?] Árbitro: CHI Roberto Tobar |

Fluminense venceu por 3–0 no placar agregado.

### Chave O7
| 26 de julho   | Atlético Paranaense            | 2 – 0     | Peñarol | Arena da Baixada, Curitiba                                         |
| 19:30 (UTC−3) | Marcelo Cirino 59' · Pablo 79' | Relatório |         | Público: 11 206[carece de fontes?] Árbitro: ARG Fernando Rapallini |

| 7 de agosto   | Peñarol           | 1 – 4     | Atlético Paranaense                                               | Estádio Campeón del Siglo, Montevidéu                          |
| 19:30 (UTC−3) | Cr. Rodríguez 61' | Relatório | Léo Pereira 6' · Marcinho 51' · Nikão 67' · Bruno Guimarães 90+1' | Público: 25 000[carece de fontes?] Árbitro: ARG Mauro Vigliano |

Atlético Paranaense venceu por 6–1 no placar agregado.

### Chave O8
| 18 de julho   | Deportivo Cali                                          | 4 – 0     | Bolívar | Estádio Deportivo Cali, Palmira                                  |
| 19:45 (UTC−5) | Mosquera 30' · Benedetti 49' · Sand 62' · Cabrera 90+1' | Relatório |         | Público: 7 000[carece de fontes?] Árbitro: ARG Fernando Espinoza |

| 2 de agosto   | Bolívar      | 1 – 2     | Deportivo Cali                    | Estádio Hernando Siles, La Paz                                |
| 20:45 (UTC−4) | Callejón 80' | Relatório | Murillo 72' · Benedetti 87' (pen) | Público: 5 000[carece de fontes?] Árbitro: PAR Ulises Mereles |

Deportivo Cali venceu por 6–1 no placar agregado.

### Chave O9
| 25 de julho   | LDU Quito                       | 3 – 1     | Vasco da Gama             | Estádio Casa Blanca, Quito                               |
| 17:30 (UTC−5) | Anangonó 7', 87' · J. Julio 20' | Relatório | Thiago Galhardo 53' (pen) | Público: 8 000[carece de fontes?] Árbitro: VEN Juan Soto |

| 9 de agosto   | Vasco da Gama       | 1 – 0     | LDU Quito | Estádio São Januário, Rio de Janeiro             |
| 19:30 (UTC−3) | Thiago Galhardo 85' | Relatório |           | Público: 18 943 Árbitro: PAR Mario Díaz de Vivar |

LDU Quito venceu por 3–2 no placar agregado.

### Chave O10
| 17 de julho   | Caracas                     | 2 – 0     | Sport Huancayo | Estádio Metropolitano, Cabudare                           |
| 18:30 (UTC−4) | Díaz 6' · Martins 81' (pen) | Relatório |                | Público: 2 000[carece de fontes?] Árbitro: BOL Ivo Méndez |

| 24 de julho   | Sport Huancayo                         | 3 – 4     | Caracas                               | Estádio Huancayo, Huancayo                                   |
| 17:30 (UTC−5) | Salinas 13' · Valverde 41' · Sauñe 86' | Relatório | Díaz 27', 46', 68' · Aristeguieta 90' | Público: 2 000[carece de fontes?] Árbitro: COL Nicolás Gallo |

Caracas venceu por 6–3 no placar agregado.

### Chave O11
| 19 de julho   | Deportivo Cuenca           | 2 – 2     | Jorge Wilstermann                    | Estádio Alejandro Serrano Aguilar, Cuenca                        |
| 17:30 (UTC−5) | De la Cruz 20' · Rojas 41' | Relatório | Lucas Gaúcho 71' (pen) · Álvarez 77' | Público: 12 000[carece de fontes?] Árbitro: URU Esteban Ostojich |

| 31 de julho   | Jorge Wilstermann         | 2 – 2     | Deportivo Cuenca             | Estádio Félix Capriles, Cochabamba                             |
| 18:30 (UTC−4) | Álvarez 17' · Saucedo 54' | Relatório | Preciado 2' (pen) · Pita 79' | Público: 12 000[carece de fontes?] Árbitro: VEN Alexis Herrera |

|                                                                   |       | Penalidades                                                     |  |
| Saucedo Melgar Serginho Lucas Gaúcho Álvarez Ortiz Giménez Meleán | 5 – 6 | Bonfigli Mosquera Pita Martínez Preciado Araujo Bedoya Carabalí |  |

4–4 no placar agregado, Deportivo Cuenca venceu por 6–5 na disputa de pênaltis.

### Chave O12
| 18 de julho   | Defensa y Justicia          | 2 – 0     | El Nacional | Estádio Norberto Tomaghello, Florencio Varela             |
| 19:30 (UTC−3) | Fernández 72' · Almeida 76' | Relatório |             | Público: 4 000[carece de fontes?] Árbitro: CHI Piero Maza |

| 31 de julho   | El Nacional | 1 – 0     | Defensa y Justicia | Estádio Olímpico Atahualpa, Quito                          |
| 17:30 (UTC−5) | Angulo 19'  | Relatório |                    | Público: 2 000[carece de fontes?] Árbitro: PAR Éber Aquino |

Defensa y Justicia venceu por 2–1 no placar agregado.

### Chave O13
| 17 de julho   | Lanús               | 1 – 0     | Junior de Barranquilla | Estádio Ciudad de Lanús, Lanús                                   |
| 21:45 (UTC−3) | García Guerreño 23' | Relatório |                        | Público: 3 000[carece de fontes?] Árbitro: PAR Arnaldo Samaniego |

| 24 de julho   | Junior de Barranquilla | 1 – 0     | Lanús | Estádio Metropolitano, Barranquilla                           |
| 19:45 (UTC−5) | Díaz 80'               | Relatório |       | Público: 5 000[carece de fontes?] Árbitro: BRA Wilton Sampaio |

|                                       |       | Penalidades                                  |  |
| T. Gutiérrez Barrera Díaz Pérez Viera | 3 – 2 | Pasquini Andrada Maciel J. Martínez Belmonte |  |

1–1 no placar agregado, Junior Barranquilla venceu por 3–2 na disputa de pênaltis.

### Chave O14
| 26 de julho   | San Lorenzo | 3 – 0[a]  | Deportes Temuco  | Estádio Nuevo Gasómetro, Buenos Aires                          |
| 21:45 (UTC−3) | Blandi 62'  | Relatório | Riquero 69', 83' | Público: 20 000[carece de fontes?] Árbitro: BRA Rodolpho Toski |

| 15 de agosto  | Deportes Temuco | 1 – 0     | San Lorenzo | Estádio Municipal Germán Becker, Temuco                     |
| 19:30 (UTC−3) | Donoso 90+2'    | Relatório |             | Público: 15 324[carece de fontes?] Árbitro: ECU Carlos Orbe |

San Lorenzo venceu por 3–1 no placar agregado.

### Chave O15
| 25 de julho   | Bahia                          | 2 – 0     | Cerro | Estádio de Pituaçu, Salvador                  |
| 21:45 (UTC−3) | Gilberto 53' · Régis 73' (pen) | Relatório |       | Público: 11 932 Árbitro: PER Michael Espinoza |

| 8 de agosto   | Cerro     | 1 – 1     | Bahia         | Estádio Luis Trócolli, Montevidéu                          |
| 21:45 (UTC−3) | Paiva 61' | Relatório | Zé Rafael 17' | Público: 2 000[carece de fontes?] Árbitro: VEN José Argote |

Bahia venceu por 3–1 no placar agregado.

### Chave O16
| 19 de julho   | Rampla Juniors | 0 – 0     | Santa Fe | Estádio Luis Franzini, Montevidéu                         |
| 21:45 (UTC−3) |                | Relatório |          | Público: 1 000[carece de fontes?] Árbitro: ECU Omar Ponce |

| 31 de julho   | Santa Fe       | 2 – 0     | Rampla Juniors | Estádio El Campín, Bogotá                                 |
| 19:45 (UTC−5) | Henao 54', 82' | Relatório |                | Público: 8 000[carece de fontes?] Árbitro: PER Diego Haro |

Santa Fe venceu por 2–0 no placar agregado.